# Teixeira de Freitas
Teixeira de Freitas är en stad och kommun i östra Brasilien och ligger i delstaten Bahia. Kommunen har cirka 160 000 invånare. Teixeira de Freitas fick kommunrättigheter år 1986.

## Administrativ indelning
Kommunen var år 2010 indelad i två distrikt:
- Cachoeira do Mato
- Teixeira de Freitas

## Befolkningsutveckling
| Område              | Areal (km²)   | Invånarantal 1 augusti 2000 | Invånarantal 1 augusti 2010 | Invånarantal 1 juli 2014 |
| ------------------- | ------------- | --------------------------- | --------------------------- | ------------------------ |
| Kommun              | 1 163,83      | 107 486                     | 138 341                     | 155 659                  |
| Urban befolkning    | Ingen uppgift | 98 688                      | 129 263                     | Ingen uppgift            |
| ...varav centralort | Ingen uppgift | 97 928                      | 128 482                     | Ingen uppgift            |